# Phlogophora kinabalua
Phlogophora kinabalua är en fjärilsart som beskrevs av Holloway 1976. Phlogophora kinabalua ingår i släktet Phlogophora och familjen nattflyn. Inga underarter finns listade i Catalogue of Life.